# Nội Thân vương Shōshi
Nội Thân vương Shōshi (章子内親王 (Chương Tử Nội Thân vương) Shōshi naishinnō, 1027–1105), thông gọi Nhị Điều Viện (二条院 Nijō-in), là một vị Hoàng hậu của Nhật Bản. Bà là phối ngẫu của anh em họ mình là Thiên hoàng Go-Reizei, và là con gái lớn của Thiên hoàng Go-Ichijō với Fujiwara no Ishi, em gái của Nội Thân vương Kaoruko.

## Tiểu sử
Hoàng nữ Shōshi đã được sắc phong làm Nội Thân vương ngay sau khi sinh. Mặc dù Thiên hoàng Go-Ichijō từng hy vọng có một đứa con trai, song vì là con gái cả nên Nội Thân vương Shōshi được phụ mẫu yêu quý. Bà được mô tả là một nàng công chúa ngoan ngoãn và xinh đẹp. Năm 1030, bà thực hiện nghi thức chiêu khố (着袴) và được sắc phong làm Chuẩn Tam Cung (jusangū). Năm 1036, cha mẹ bà lần lượt qua đời. Sau đó, bà được nuôi dưỡng bởi bà ngoại, tức Thượng Đông Môn viện.

### Trung cung
Sau khi Fujiwara no Michinaga qua đời, các con trai của ông đã lợi dụng các phi tần trong hậu cung nhằm mục đích cạnh tranh chính trị. Vì con gái của Fujiwara no Yorimichi còn nhỏ tuổi, nên Nội Thân vương Shōshi đã được tiến cung nhằm tạo mối thỏa hiệp giữa bà ngoại bà với gia tộc của Michinaga. Năm 1037, sau khi trải qua nghi thức chiêu thường (着裳), bà chính thức tiến cung cho người anh em họ của mình là Thái tử Chikahito, sau này là Thiên hoàng Go-Reizei và trở thành chính thê của Thái tử.
Năm 1045, bà trở thành nữ quan sau khi Thái tử Chikahito lên ngôi. Năm 1046, Nội Thân vương Shōshi được sắc phong làm Trung cung. Theo Truyện kể Eiga,một thời gian sau, con gái của Yorimichi, Hiroko tiến cung, trái với lệ thường, Trung cung Shōshi đã từ chối tiếp nhận danh vị Hoàng hậu. Lý do được cho là do Nội Thân vương Teishi, Trung cung của Thiên hoàng Go-Suzaku và là em họ của Trung cung Shōshi, được sắc phong làm Hoàng hậu nhờ sự giúp đỡ từ con gái nuôi của Yorimichi là Genshi và bị xa lánh khỏi triều đình. Mặc dù vậy, Shōshi bình tĩnh, không bày tỏ sự bất mãn khi chồng bà, người luôn dành sự ân sủng cho những người thiếp của mình, và do đó, bà đã duy trì được sự hòa hoãn với phe của Yorimichi. Bà không  sinh được người con nào cho Thiên hoàng.

### Cuối đời
Năm 1068, Thiên hoàng Go-Reizei qua đời. Năm 1069, Nội Thân vương Shōshi xuống tóc và trở thành một nữ tu. Bà được phong làm Hoàng Thái hậu, và vào năm 1074, bà được ban hiệu viện là Nhị Điều viện theo chiếu chỉ của Triều đình. Bà mất năm 1105, hưởng thọ 80 tuổi.
Nội Thân vương Shōshi được chôn cất cùng với cha mình. Lăng mộ hiện đang ở Bodaijuin no Misasagi ở Kyoto.